# Симеон Трайковски
Симеон Трайковски (на македонска литературна норма: Симеон Траjковски) е югославски офицер, генерал-лейтенант от Северна Македония.

## Биография
Роден е през 1969 г. в Скопие. През 1987 г. завършва Общата средна военна школа „Братство и Единство“ в Белград. През 1991 г. завършва профил „артилерия“ във Военната академия на Сухопътните войски на ЮНА. От 2004 до 2005 г. учи във Военната школа „Бан Йосип Йелачик“ в Загреб. Последователно е командир на взвод, батарея, началник на отдел за двустраннно сътрудничество с европейските страни. Бил е съветник за двустранно сътрудничество в Министерството на отбраната на Република Македония, офицер за планиране и обучение в Ј-5 Обединеното оперативно командване на НАТО в Брунсум, Холандия. По-късно е офицер в кабинета на началника на Генералния щаб на армията на република Македония и заместник-началник на кабинета на началника на Генералния щаб на армията на република Македония, началник на отделение за структура и интеграция на сили в Ј5 на Генералния щаб на АРМ. От 2017 г. е началник на Ј5 Военно планиране и структура на силите в Генералния щаб на АРМ. Между август 2017 и февруари 2018 г. учи в Колежа по отбрана на НАТО в Рим.

## Военни звания
- Подпоручик (1991)
- Поручик (1992)
- Капитан (1995)
- Капитан 1 клас (1999)
- Майор (2003)
- Подполковник (2008)
- Полковник (2013)
- Бригаден генерал (26 ноември 2020)